# دورميليتو
دورميليتو (بالإيطالية: Dormelletto)‏ هي بلدية في مقاطعة نوافارا، بالتحديد في منطقة بيدمونت الإيطالية، وتقع على بعد حوالي 100 كيلومتر (62 ميل) شمال شرق تورينو وعلى بعد حوالي 30 كيلومتر (19 ميل) شمال نوفارا، بلغ عدد سكانها في 31 من ديسمبر عام 2018 حوالي 2600 نسمة وتمتد على مساحة 7 كيلومتر مربع (2.1 مل متر مربع).
تحد دورميليتو بلديات أنجيرا، وأرونا، وكاستيليتو سوبرا تيتشينو، وكوميقناقو، وسيستو كاليندا.